# Alexander Michailowitsch Prochorow

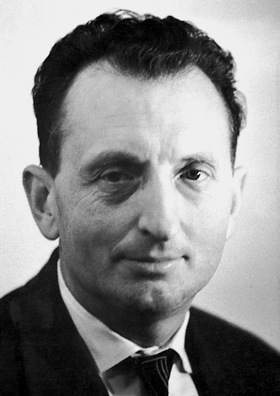
Alexander Prochorow, 1964

Grabstätte von Prochorow auf dem Nowodewitschi-Friedhof in Moskau

Alexander Michailowitsch Prochorow (russisch Александр Михайлович Прохоров, wiss. Transliteration Aleksandr Michajlovič Prochorov; englische Transliteration Prokhorov; * 11. Juli 1916 in Atherton, Australien; † 8. Januar 2002 in Moskau) war ein sowjetischer Physiker und Nobelpreisträger für Physik (1964).

## Leben und Werk
Prochorows Eltern gingen 1923 zurück in die Sowjetunion, wo er ab 1934 an der Staatlichen Universität Sankt Petersburg unter anderem bei Wladimir Fock studierte. 1939 machte er seinen Abschluss und ging an das Lebedew-Institut in Moskau an das Labor für Schwingungen von Nikolai Papaleksi. Im Zweiten Weltkrieg war er Soldat, kehrte aber nach einer zweiten Verwundung 1944 ans Lebedew-Institut zurück. 1946 promovierte er dort mit einer theoretischen Arbeit über Frequenzstabilisierung in einem Röhren-Oszillator. 1947 untersuchte er auf Vorschlag von Weksler (dem Erfinder des Synchrotrons in Russland) kohärente Synchrotronstrahlung für seine Dissertation. Ab 1950 war er Vizedirektor des Labors für Schwingungsforschung am Lebedew-Institut (unter Michail Alexandrowitsch Leontowitsch), und ab 1954 Direktor. Außerdem war er Professor an der Lomonossow-Universität. 1955 entwickelte er dort mit Nikolai Gennadijewitsch Bassow das Konzept des Optischen Pumpens und das Maser-Prinzip. Am Institut wurden in den 1950er Jahren verschiedene Maser gebaut. Im Rahmen der Untersuchung von Elektronenspinresonanz-Spektren von Rubin entdeckte er 1957 dessen Potential als Lasermaterial und schlug 1958 den Bau eines Rubinlasers vor, der aber zuerst von Theodore Maiman 1960 realisiert wurde. Parallele Arbeiten zur Entwicklung des Masers bzw. Lasers fanden in den USA durch Charles Townes und Arthur Schawlow statt.
1971 bis 1990 war er Herausgeber der Großen Sowjetenzyklopädie (wobei er darauf bestand Andrei Sacharow aufzunehmen, als dieser schon längst offiziell verfemt war). 1973 bis 1991 war er Vizedirektor des Lebedew-Instituts und gleichzeitig Vorsitzender der Abteilung Physik und Astronomie der Sowjetischen Akademie der Wissenschaften. 1983 bis 1998 war er Direktor des Instituts für Physik und Technologie (Institut für Allgemeine Physik) in Moskau, danach bis zu seinem Tod Ehrendirektor.
Er war mit Galina Shelepina verheiratet und hatte einen Sohn.

## Auszeichnungen und Ehrungen
- 1959 Leninpreis zusammen mit Nikolai Bassow[1]
- Prochorow erhielt 1964 zusammen mit Charles H. Townes und Nikolai Bassow den Physik-Nobelpreis „für grundlegende Arbeiten auf dem Gebiet der Quantenelektronik, die zur Konstruktion von Oszillatoren und Verstärkern auf der Basis des Maser-Laser-Prinzips führten“.
- zweimal Held der sozialistischen Arbeit (1969, 1986)[1]
- 1972 Mitglied der American Academy of Arts and Sciences
- 1987 Lomonossow-Goldmedaille der Sowjetischen Akademie der Wissenschaften
- 2001 erhielt er den Demidow-Preis.
- Nach seinem Tod wurde das Institut für Allgemeine Physik der Russischen Akademie der Wissenschaften nach ihm benannt.
- Mitglied der Deutschen Akademie der Naturforscher Leopoldina – Nationale Akademie der Wissenschaften
- Auswärtiges Mitglied der Akademie der Wissenschaften der DDR seit 1977
- Auswärtiges Mitglied der Ukrainischen Akademie der Wissenschaften[2]

Am 28. September 1999 wurde der Asteroid (7269) Alprokhorov nach ihm benannt.
Seit 2013 wird von der Russischen Akademie der Wissenschaften für herausragende Leistungen auf dem Gebiet der Physik die Prochorow-Goldmedaille (russisch Золотая медаль имени А.М. Прохорова) verliehen.

## Bücher
- A. M. Prokhorov (Herausgeber), J. M. Buzzi, P. Sprangle und K. Wille: Coherent Radiation Generation and Particle Acceleration, 1992, ISBN 0-88318-926-7. Research Trends in Physics Series, American Institute of Physics Press
- V. Stefan und A. M. Prokhorov (Herausgeber): Diamond Science and Technology. 2 Bände, Stefan University Press, (Series on Frontiers in Science and Technology), 1999. ISBN 1-889545-23-6 (Band 1), ISBN 1-889545-24-4 (Band 2)